# Buckland n.º 491
Buckland n.º 491 es un municipio rural canadiense situado en la provincia de Saskatchewan.

## Superficie
Buckland n.º 491 tiene una superficie de 787,35 km².

## Demografía
En 2021, tenía 3277 habitantes, una densidad poblacional de 4,2 hab./km², y 1317 viviendas.